# Coiffe (coiffure féminine)

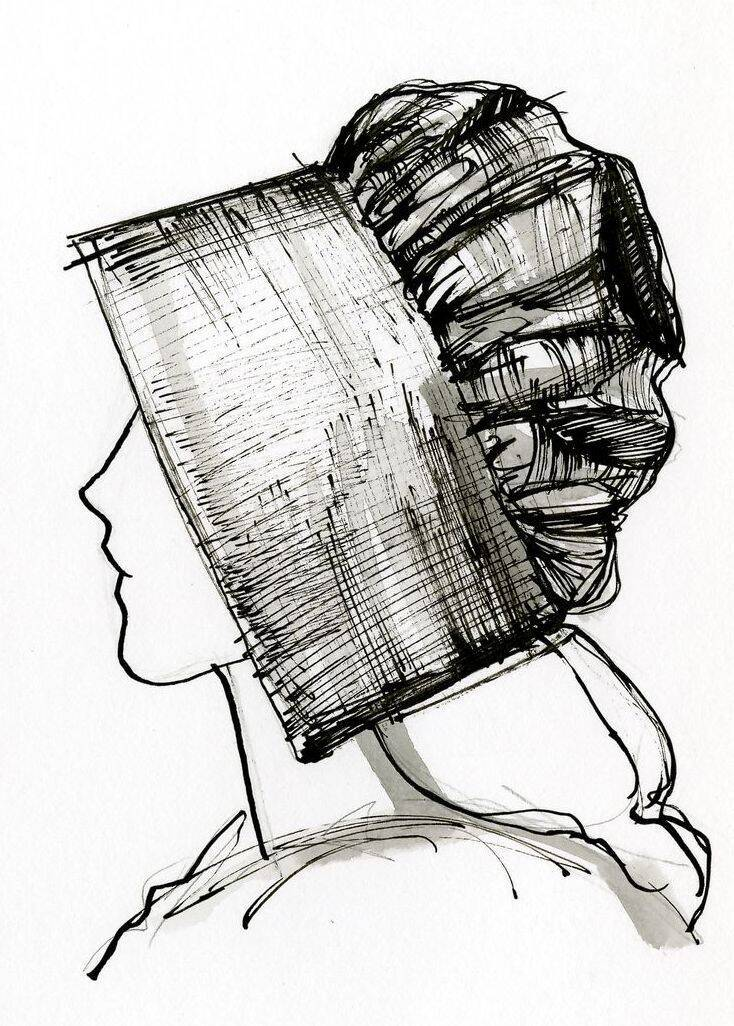
Dessin d'une coiffe.

Une coiffe est un tissu, de forme variée, souvent brodé en tout ou partie, porté par les femmes pour couvrir leur chevelure.

## Description
La coiffe est une forme de couvre-chef en tissu porté par les femmes. Autrefois destinée au double usage de dissimulation du visage et de la chevelure et de protection de la tête, la coiffe est devenue dans le civil un accessoire de mode. 
On recense dans la plupart des provinces françaises des coiffes. Certaines ne concernent qu'une seule commune d'une région.
La coiffe est désormais un élément du costume folklorique, mais aussi du costume de certains ordres religieux. La coiffe est également l'autre dénomination du voile de l'infirmière.

## Élément de costume

### Coiffe bretonne
On trouve mention de coiffes dans le costume breton dès le XVIe siècle. La coiffe bretonne devient une coiffure féminine plutôt qu'un vêtement fonctionnel au cours du XIXe siècle. Son usage tombe en désuétude au cours du XXe siècle et la coiffe bretonne n'est plus portée que dans les cercles celtiques. La coiffe bigoudène date du XIXe siècle. 

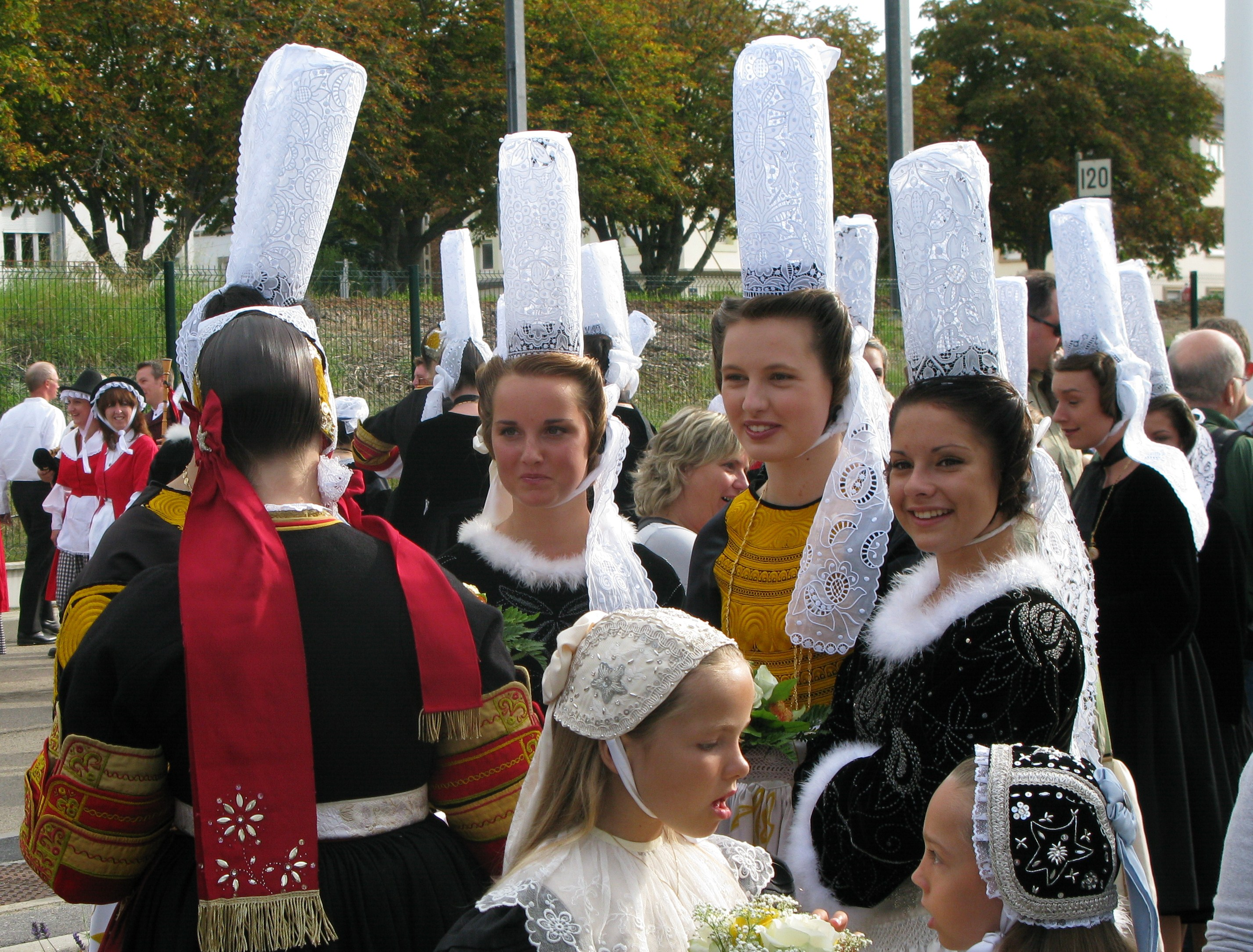
Coiffes du pays Bigouden. À gauche, costume inspiré du XIXe siècle.
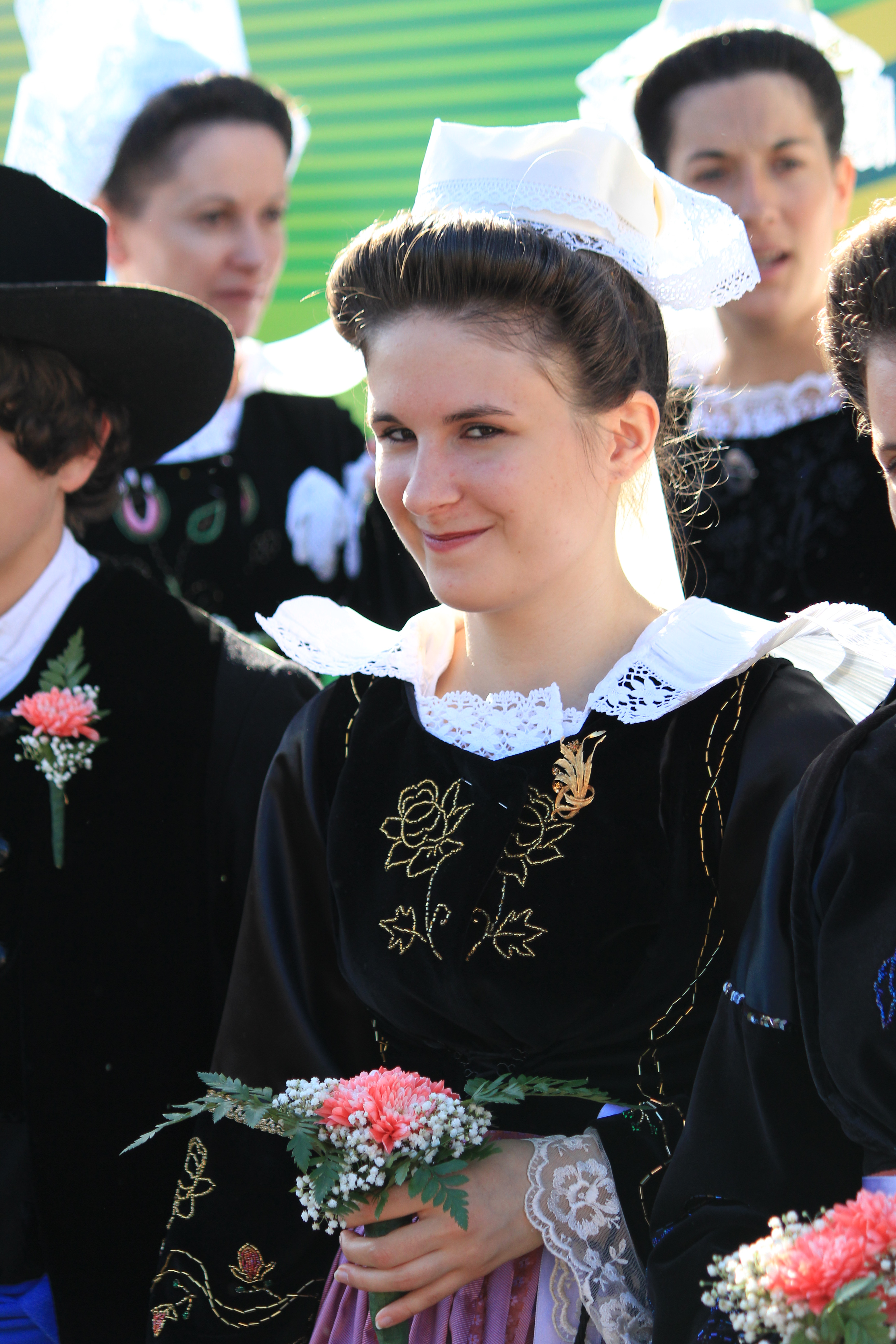
Coiffe bretonne au Festival interceltique de Lorient de 2012.

### Coiffes du Limousin
La coiffe la plus répandue dans le Limousin est le barbichet,. Il existait toutefois une grande variété de coiffes et de bonnet plus pratiques à porter selon l'occupation et les circonstances de celles qui les portaient et qui étaient différentes selon les communes.
La palhole (palhòla) chapeau en paille de seigle tressée

### Coiffes du Poitou

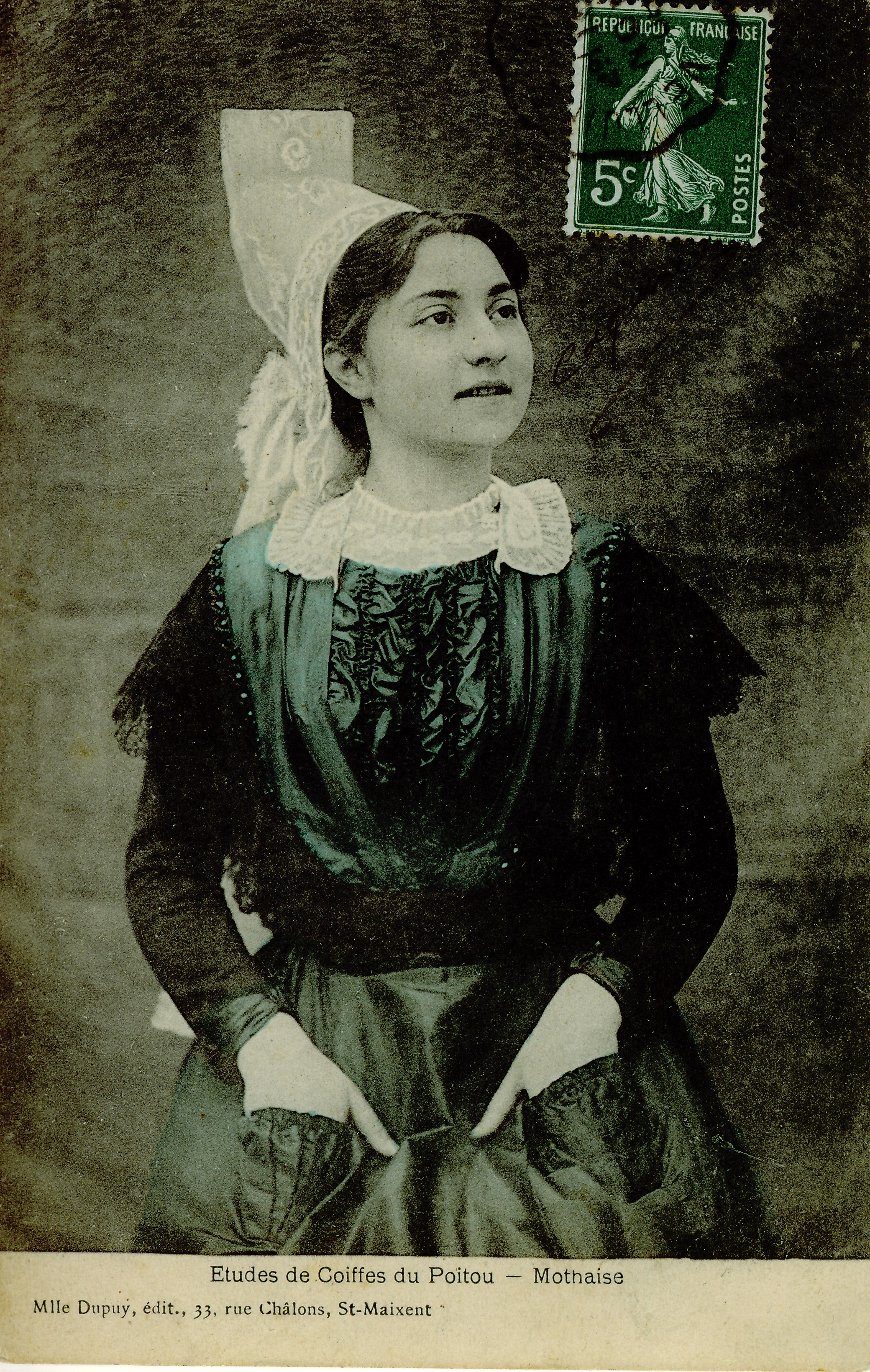
La Coiffe Mothaise, encore utilisée de nos jours pendant la Fête des Rosière de la Mothe Saint-Héray

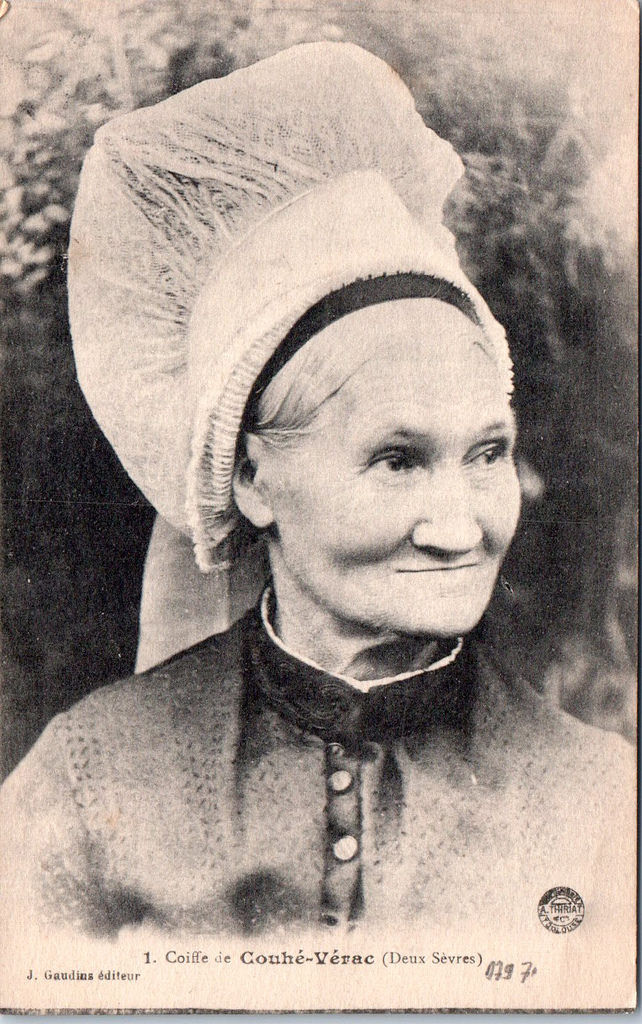
Coiffe de Couhé-Vérac (Deux-Sèvres)

### Coiffes du Hurepoix

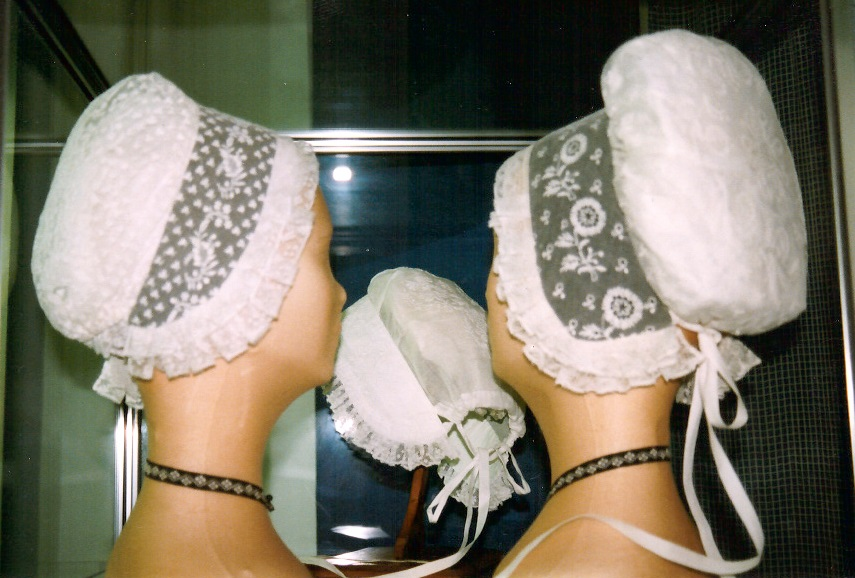
Coiffes du Hurepoix
Musée de Palaiseau

### Coiffes des Pyrénées
- Capulet (coiffure)

### Coiffe créole
Le tignon, ou maré tèt, est une coiffe nouée sur la tête en forme de turban par les femmes créoles (de Louisiane et des Antilles françaises), pendant la période coloniale. L'usage de cette coiffe perdure parfois jusque nos jours.

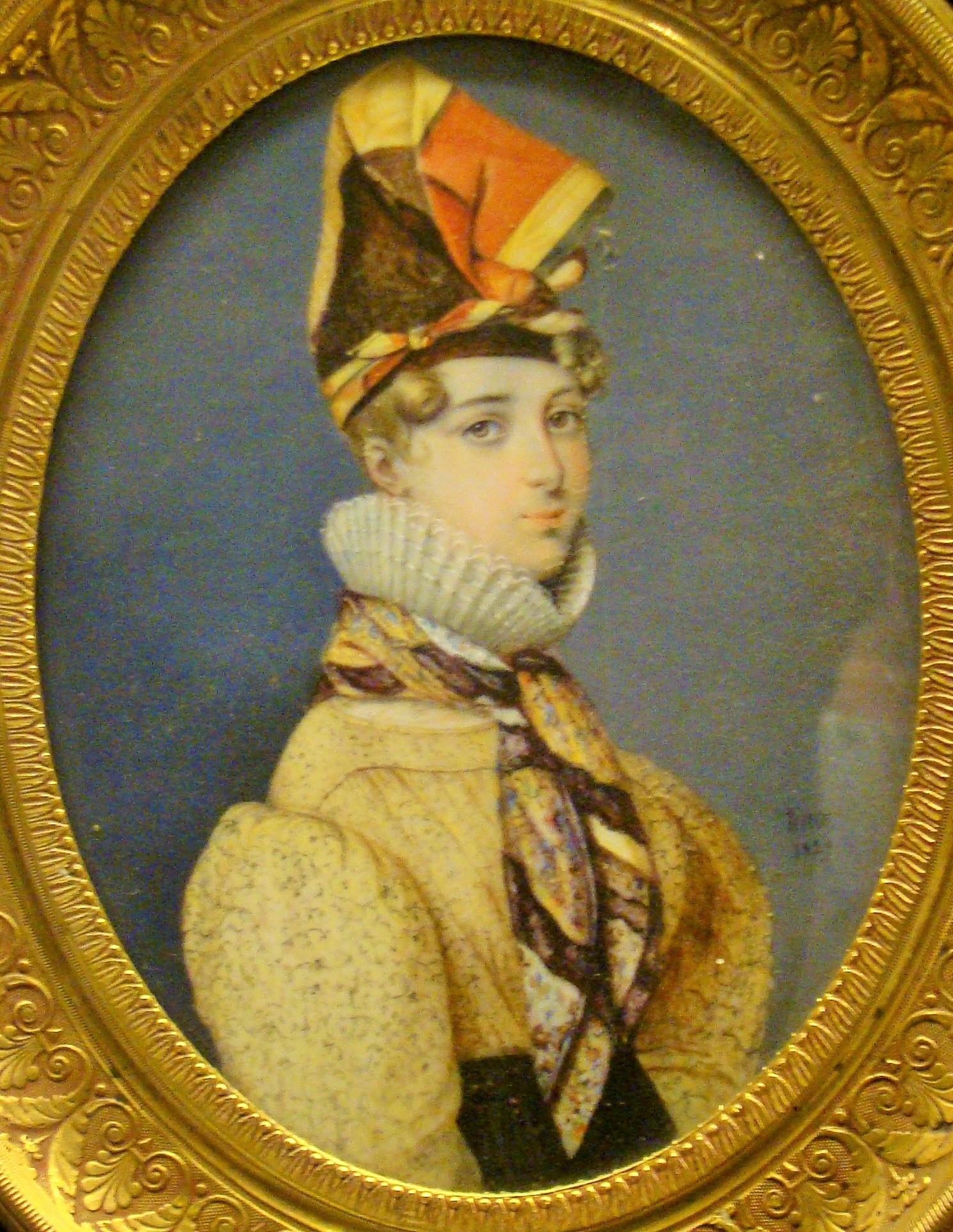
Grisette bordelaise coiffée du madras traditionnel des Antillaises, devenu spécifique à Bordeaux au XIXe siècle à cause des relations du port avec ces îles (miniature de 1829).
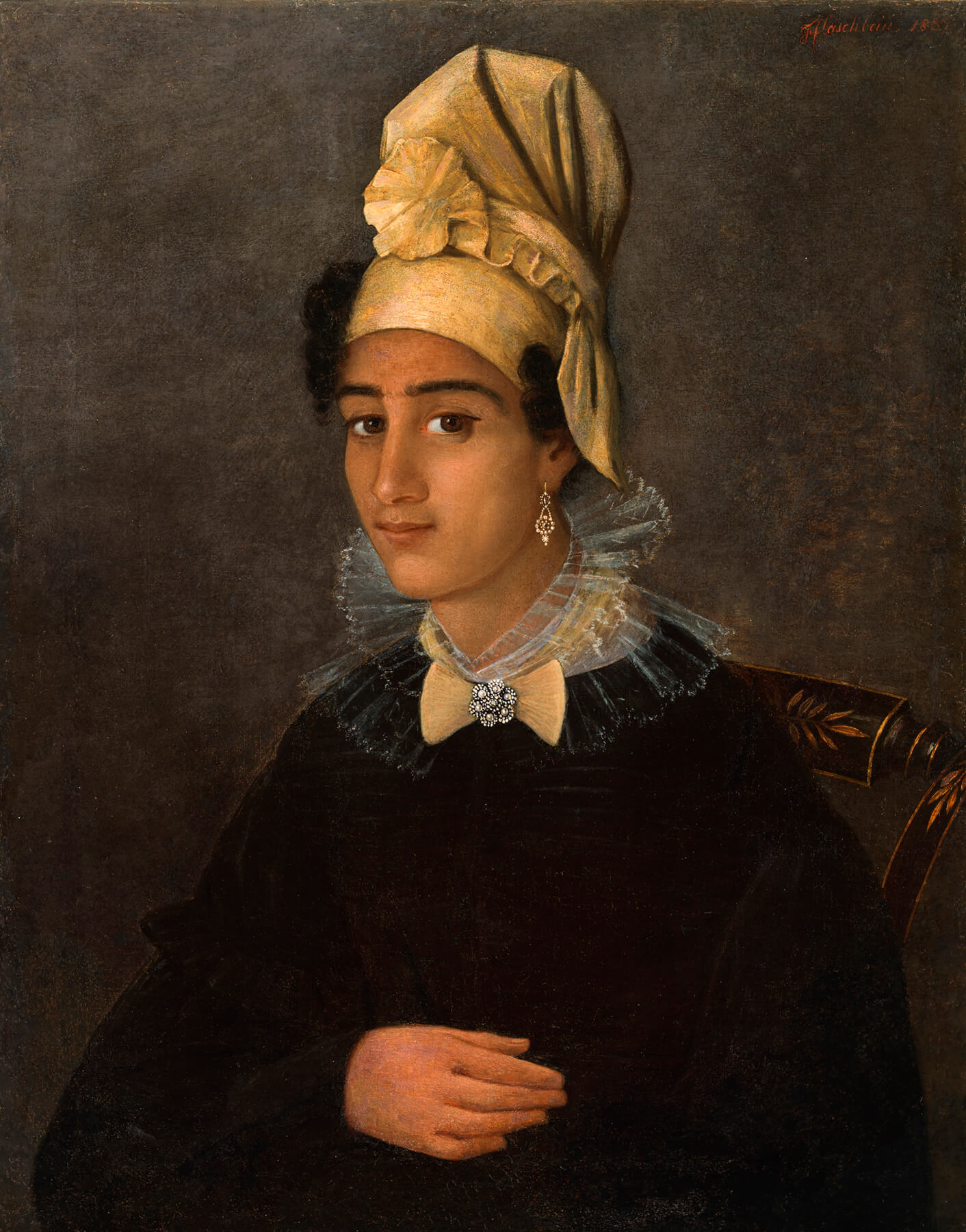
Portrait de Betsy par François Fleischbein, 1837.
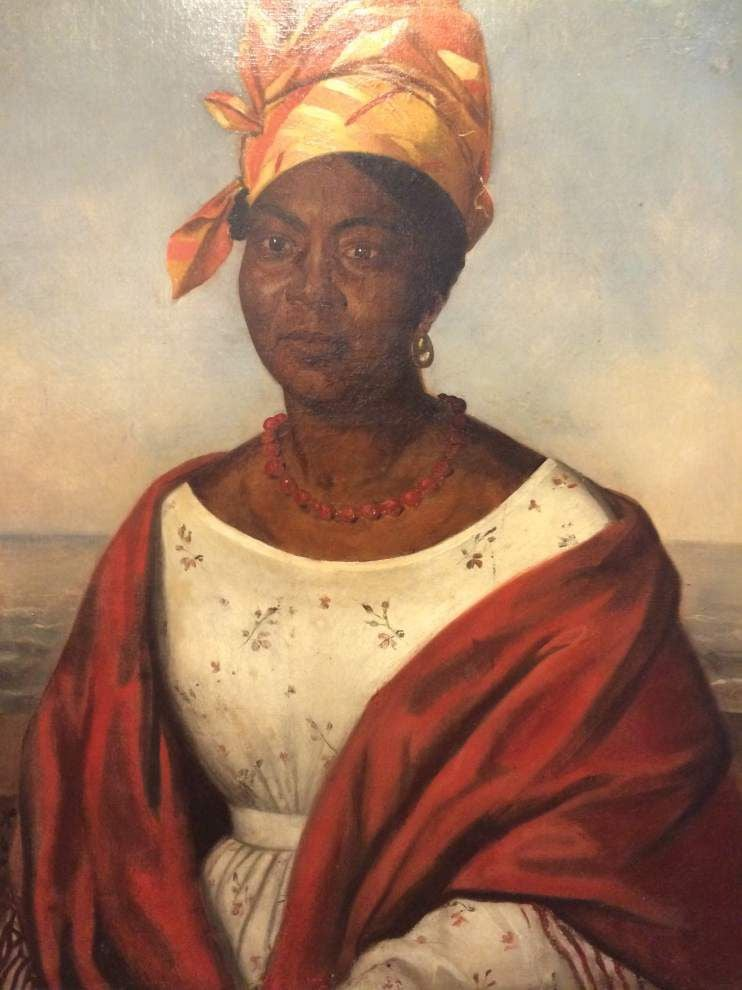
Femme au tignon, 1844.

## Coiffes des Pays-Bas

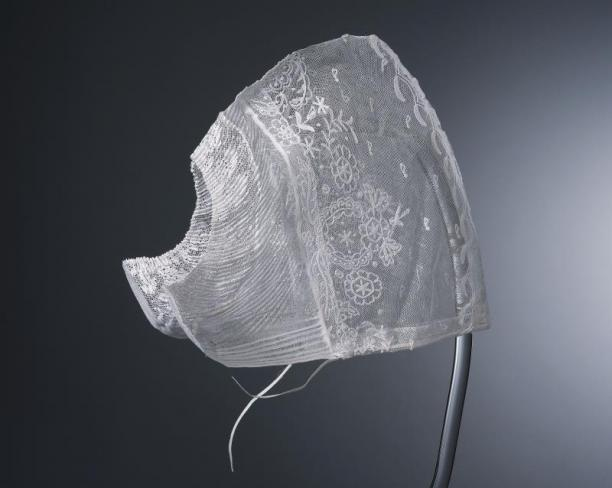
Hul de Volendam